# Mouchamps
 Mouchamps  es una población y comuna francesa, en la región de Países del Loira, departamento de Vendée, en el distrito de La Roche-sur-Yon y cantón de Les Herbiers.

## Demografía
| 2554 | 2434 | 2235 | 2293 | 2398 | 2443 |
| Para los censos de 1962 a 1999 la población legal corresponde a la población sin duplicidades (Fuente: INSEE [Consultar]) |      |      |      |      |      |